# Турако ефіопський
Турако ефіопський (Tauraco ruspolii) — вид птахів родини туракових (Musophagidae).

## Назва
Вид названо на честь італійського натураліста Евгеніо Русполі (1866—1893).

## Поширення
Ендемік Ефіопії. Мешкає у гірських хвойних лісах навколо міст Ареро, Бобела, Сокора, Негеле та Вадера на півдні країни.

## Опис
Птах середнього розміру, завдовжки до 40 см. Передня частина тіла зі світло-зеленою головою, шиєю та грудьми; а задні частини, крила та хвіст темнішого зеленого кольору з металевими тонами. Він має округлий гребінь рожево-білого кольору, який поширюється на потилицю. Маленький дзьоб і очне кільце оранжево-червоного кольору. Також є яскраві червоні пера на внутрішній стороні крил.

## Спосіб життя
Трапляється парами або невеликими групами. Проводить більшу частину свого часу серед гілок дерев, хоча може регулярно спускатися на землю, щоб попити. Живиться плодами, квітами, насінням, рідше комахами. Сезон розмноження триває з грудня по лютий. Гніздо будує серед гілок високого дерева. У кладці 2-3 яйця. Інкубація триває близько 20 днів.